# 住友紀人
住友 紀人（すみとも のりひと、1964年2月27日 - ）は、日本の作曲家、編曲家、サックス・ウインドシンセサイザー（EWI）奏者。徳島県小松島市出身、バークリー音楽大学卒業。
作曲家として主にテレビドラマや映画音楽の作曲、編曲、演奏、プロデュースを手掛ける。血液型はA型。

## 経歴
徳島県小松島市出身。2歳の時にピアノを始め、徳島市立富田中学校、徳島県立名西高等学校を経てバークリー音楽大学を卒業。帰国後、AKAI professionalのサウンドアドバイザーとして迎えられウインドシンセサイザー（EWI）の開発に携わり、マイケル・ブレッカー、ブランフォード・マルサリス、カーク・ウェイラムとともにウインドシンセサイザー（EWI）の奏者として世界に名を広めている。
演奏家として参加したイタリア人ピアニスト、ジャンニ・ノセンチのソロ・アルバム『SOFT SONGS』はアメリカのビルボード誌に掲載され、同アルバムで競演した坂本龍一とともに高く評価された。2000年には、ボブ・ジェームスのアジアツアーにサクソフォーン奏者として参加し、ビリー・キルソン、チャールス・ブレンジク等と競演した。
その後、作曲家として、2001年の第24回日本アカデミー賞優秀音楽賞を受賞した映画『ホワイトアウト』を皮切りに映画やテレビドラマの音楽を数多く手がけている。2007年度阿波文化創造賞受賞。2008年には、『屍姫 赫』で初のアニメ音楽を担当する。2010年には再び映画『沈まぬ太陽』で第33回日本アカデミー賞優秀音楽賞を受賞。2013年から2018年まではアニメ『ドラゴンボール』シリーズの音楽を担当した。

## 人物
故郷である徳島に帰ると必ず上勝町の灌頂ヶ滝に足を運んでいる。

## 作品

### 映画
2000年
- ホワイトアウト - 第24回日本アカデミー賞優秀音楽賞

2002年
- ソウル

2003年
- T.R.Y.

2007年
- おばちゃんチップス
- アンフェア the movie

2009年
- 沈まぬ太陽 - 第33回日本アカデミー賞優秀音楽賞

2011年
- アンフェア the answer
- 源氏物語 千年の謎
- 夜明けの街で

2012年
- テルマエ・ロマエ
  - テルマエ・ロマエII（2014年）

- アシュラ

2013年
- ドラゴンボールZ 神と神

2015年
- ドラゴンボールZ 復活の「F」
- アンフェア the end

2018年
- 今夜、ロマンス劇場で
- ドラゴンボール超 ブロリー

### テレビドラマ
2000年
- やまとなでしこ（フジテレビ）

2001年
- ロケット・ボーイ（フジテレビ）

2002年
- 恋ノチカラ（フジテレビ）
- 真夜中の雨（TBS）

2003年
- マルサ!!（関西テレビ）

2004年
- エースをねらえ!（テレビ朝日）
- 南くんの恋人（テレビ朝日）
- めだか（フジテレビ）
- 弟（テレビ朝日）

2005年
- 熟年離婚（テレビ朝日）

2006年
- アンフェア（関西テレビ）
- ブスの瞳に恋してる（関西テレビ）
- ダンドリ娘（フジテレビ）
- ダンドリ。〜Dance☆Drill〜（フジテレビ）

2007年
- マグロ（テレビ朝日）
- 牛に願いを Love&Farm（関西テレビ）

2008年
- ギラギラ（朝日放送・テレビ朝日）
- 肉体の門（テレビ朝日）

2009年
- つばさ（NHK）

2010年
- ギルティ 悪魔と契約した女（関西テレビ）

2011年
- グッドライフ（関西テレビ）
- 神様の女房（NHK）

2012年
- プラチナタウン（WOWOW）
- 東野圭吾ミステリーズ（フジテレビ）

2013年
- 独身貴族（フジテレビ）

2015年
- オリエント急行殺人事件（フジテレビ）
- デート〜恋とはどんなものかしら〜（フジテレビ）
- サイレーン 刑事×彼女×完全悪女（関西テレビ）
- しんがり 山一證券 最後の聖戦（9月20日 - 10月25日、WOWOW）

2016年
- 営業部長 吉良奈津子（フジテレビ）
- 巨悪は眠らせない 特捜検事の逆襲（テレビ東京）
  - 巨悪は眠らせない 特捜検事の標的（2017年、テレビ東京）

2018年
- 黒井戸殺し（フジテレビ）

2020年
- 開局55周年スペシャルドラマ「アメリカに負けなかった男〜バカヤロー総理 吉田茂〜」（テレビ東京）

2021年
- トッカイ〜不良債権特別回収部〜（WOWOW）

2023年
- ガラパゴス（NHK　BSプレミアム）

### テレビアニメ
2008年
- 屍姫 赫（独立UHF系列）

2009年
- 屍姫 玄（独立UHF系列）

2014年
- ドラゴンボール改 魔人ブウ編（フジテレビ）

2015年
- ドラゴンボール超（2015年 - 2018年、フジテレビ）

2019年
- MIX（日本テレビ系列）

2021年
- 新幹線変形ロボ シンカリオンZ（テレビ東京） - 渡辺俊幸と共同

2023年
- め組の大吾 救国のオレンジ（読売テレビ）

### 報道番組
- ニュースJAPAN（2012年10月 - 、フジテレビ）
- フォーカス徳島（2015年9月28日 - 、四国放送）

### 作曲楽曲提供
- 織田裕二
  - 「Grasshopper's Life」 - 作詞：前田たかひろ
  - 「ピエロ」 - 作詞：織田裕二
  - 「Love Love Love」 - 作詞：織田裕二
- MEG
  - 「clair de lune」 - 作詞：AZUKI七

### 校歌作曲
- 徳島県立総合看護学校[3]
- 徳島県立つるぎ高等学校[4]
- 徳島県立阿南光高等学校[5]

## ディスコグラフィー

### アルバム
- クローズ・イン・タイム（2000年2月23日、日本クラウン）